# Ровнер Дмитро Осипович
Дмитро Осипович Ровнер (нар. 8 січня 1908, Вінниця, Російська імперія — пом. 19 квітня 1986, Санкт-Петербург, СРСР) — радянський шахіст, майстер спорту СРСР (1938). Один з основоположників ленінградської шахової школи.

## Життєпис
Шахами розпочав займатися у Вінниці, де ще будучи школярем виграв чемпіонат міста. Згодом переїхав до Ленінграда.
Учасник багатьох чемпіонатів Ленінграда (з 1933 року). Чемпіон міста 1937 робу. Срібний призер міського чемпіонату 1956 року. У чемпіонаті РРФСР 1935 року розділив 4-5-е місця. Неодноразовий учасник півфіналів чемпіонатів СРСР. Найкращий результат — розподілмв 5-7-го місця в 1952 року. У складі збірної ДСТ «Наука» двічі переміг в командних першостях ВЦРПС (1949 і 1951 роках).
У складі збірної Ленінграда брав участь в міжнародних матчах з об'єднаної збірної Праги иа Братислави (1946 рік) та збірної Будапешта (1957 року). Брав участь в змаганнях по листуванню. У складі збірної Ленінграда став бронзовим призером 2-о командного чемпіонату СРСР по листуванню (1968-1970 рр.) З кращим результатом на 5-й дошці (9½ з 11).

## Особисте життя
Син Ровнера Яків (1929-1970) також став шахістом. У 1969 року йому було присвоєно звання майстра спорту СРСР. Я. Д. Ровнер найбільш відомий по розгромній партії, яку він у 1945 року виграв в одному з ленінградських юнацьких турнірів у В. Л. Корчного. У базах ця партія помилково приписується батькові.

## Спортивні результати
| Рік                  | Місто                                                       | Змагання                                                       | + | - | = | Результат | Місце                           |
| -------------------- | ----------------------------------------------------------- | -------------------------------------------------------------- | - | - | - | --------- | ------------------------------- |
| 1929                 | Одеса                                                       | Командна першість ВЦРПС                                        |   |   |   |           |                                 |
| 1930                 | Ленінград                                                   | Першість ЛО ПС харчовиків                                      |   |   |   |           |                                 |
| 1933 / 1934          | Ленінград                                                   | Чемпіонат Ленінграда                                           |   |   |   | 8 з 15    | 5—8                             |
| 1934                 | Ленінград                                                   | Першість ЛОСПС                                                 |   |   |   |           |                                 |
| 1935                 | Ленінград                                                   | Турнір 12-ти шахістів (турнір в Будинку друку)                 |   |   |   | 6 з 11    | 4—6                             |
|                      | Горький                                                     | Чемпіонат РРФСР                                                |   |   |   |           | 4—5                             |
| 1936                 | Москва                                                      | Першість ВЦСПС                                                 | 6 | 5 | 7 | 9½ з 18   | 9—12                            |
| 1937 / 1938          | Ленінград                                                   | Чемпіонат Ленінграду                                           | 9 | 4 | 2 | 10 з 15   | 1—3                             |
| 1938                 | Ленінград                                                   | Першість ВЦСПС                                                 | 8 | 4 | 9 | 12½ з 21  | 4—7                             |
|                      | Київ                                                        | Півфінал 11-о чемпіонату СРСР                                  | 2 | 7 | 8 | 6 з 17    | 18                              |
| 1939                 | Ленінград                                                   | Чемпіонат Ленінграда                                           | 5 | 5 | 5 | 7½ з 15   | 10—11                           |
| 1941                 | Ростов-на-Дону                                              | Півфінал 13-о чемпіонату СРСР                                  | 2 | 2 | 2 | 3 из 6    |                                 |
| 1946                 | Ленінград                                                   | Матч Ленінград — збірна Праги і Братислави (проти І. Рогачека) | 0 | 0 | 2 | 1 з 2     |                                 |
|                      | Ленінград                                                   | Чемпіонат Ленінграда                                           | 5 | 9 | 3 | 6½ з 17   | 16                              |
|                      | Москва                                                      | Півфінал 15-о чемпіонату СРСР                                  | 5 | 3 | 9 | 9½ з 17   | 7—8                             |
| 1947                 | Свердловськ                                                 | Півфінал 16-о чемпіонату СРСР                                  | 2 | 7 | 3 | 3½ з 12   | 11                              |
| 1949                 | Москва                                                      | Командна першість ВЦРПС (збірна ДСО «Наука», 1-а дошка)        |   |   |   |           | Команда — чемпіон               |
|                      | Вільнюс                                                     | Півфінал 17-о чемпіонату СРСР                                  | 4 | 6 | 7 | 7½ з 17   | 12—13                           |
| 1950                 | Тарту                                                       | Півфінал 18-о чемпіонату СРСР                                  | 3 | 9 | 3 | 4½ з 15   | 15                              |
| 1951                 | Ленінград                                                   | Командна першість ВЦРПС (збірна ДСО «Наука», 1-а дошка)        |   |   |   |           | Команда — чемпіон               |
| 1952                 | Ленінград                                                   | Півфінал 20-о чемпіонату СРСР                                  |   |   |   |           | 5—7                             |
| 1954                 | Рига                                                        | Командний чемпіонат СРСР (збірна ДСО «Наука»,?-а дошка)        |   |   |   |           |                                 |
| 1955                 | Рига                                                        | Півфінал 23-о чемпіонату СРСР                                  |   |   |   |           |                                 |
| 1956                 | Ленінград                                                   | Чемпіонат Ленінграда                                           | 6 | 2 | 8 | 10 з 16   | 2—3                             |
|                      | Ленінград                                                   | Півфінал 24-о чемпіонату СРСР                                  |   |   |   |           |                                 |
| 1957                 | Ленінград                                                   | Матч Ленінград - Будапешт (проти Йожефа Сія)                   | 0 | 1 | 1 | ½ з 2     |                                 |
| 1958                 | Ленінград                                                   | Чемпіонат Ленінграда                                           |   |   |   |           | [ 18 ]                          |
| ЗМАГАННЯ З ПЕРЕПИСКИ |                                                             |                                                                |   |   |   |           |                                 |
| 1968—1970            | 2-й командний чемпіонат СРСР (збірна Ленінграда, 5-а дошка) | 2-й командний чемпіонат СРСР (збірна Ленінграда, 5-а дошка)    |   |   |   | 9½ з 11   | 1 на дошці, команда — 3-є місце |